# Coucal des Andaman
Centropus andamanensis
Espèce
Statut de conservation UICN

 LC  : Préoccupation mineure
Le Coucal des Andaman (Centropus andamanensis) est une espèce de coucal, oiseau de la famille des Cuculidae. C'est une espèce monotypique (non subdivisée en sous-espèces).

## Taxinomie
Elle a un temps été considérée par un auteur comme une sous-espèce de Centropus sinensis.

## Répartition
Cette espèce est endémique des forêts pluviales des îles Andaman.